# 산수초등학교
산수초등학교는 대한민국 충청남도 홍성군 홍북면 산수리에 있었던 공립 초등학교이다.

## 연혁
- 1937년 8월 10일 홍북공립보통학교 부설 갈산간이학교로 설립
- 1938년 3월 31일 홍북공립보통학교 부설 산수간이학교로 교명 변경
- 1944년 3월 31일 홍북공립국민학교 산수분교장으로 개편
- 1949년 10월 1일 산수국민학교로 승격
- 1984년 3월 8일 병설유치원 개원
- 1996년 3월 1일 산수초등학교로 개칭
- 2007년 3월 1일 폐교 및 홍북초등학교와 통합